# Elementary School Musical
"Elementary School Musical" är säsongspremiären från säsong 22 av Simpsons. Avsnittet sändes på Fox den 26 september 2010. I avsnittet besöker Lisa ett allkonstläger med Bart och Homer följer med Krusty då han mottagare Nobelsfredspris. Avsnittet nominerades till en Annie Award för "Best Music in a Television Production".

## Handling
Homer Simpson tittar tillsammans med Bart och Lisa Simpsons och deras vänner på tillkännagivandet av årets Nobelprisvinnare, de blir förvånad då de hör att Krusty har vunnit fredspriset. Krusty åker med Homer och Bart till Oslo inför prisutdelningen. Flygplanet visar sig inte landa i Oslo, utan i Haag, och det visar sig att fredspriset var ett knep för att få Krusty att kunna dömas av Internationella domstolen för hans bedrövliga offentliga uppträdande under åren. 
Homer och Bart börjar leta efter något som kan visa att Krusty har gjort en något för att förbättra mänskligheten, och till slut hittar de ett klipp när han vägrade att utföra en show. Den inställda showen fick Sydafrikas regering att nästa dag släppa Nelson Mandela från fängelset. Därför förklaras Krusty oskyldig. Under tiden är Lisa irriterad över att hon inte fick följa med till ceremonin. Marge överraskar henne då med att ta med henne till ett allkonstläger under en vecka. Där arbetar man med målning, musik och teater. När Marge senare åker för att hämta henne vill hon inte återgå till sitt gamla liv, utan vill uttrycka sin nyvaknad kreativa sida. 
Hon rymmer hemifrån och söker upp lägerledarna Ethan och Kurt i "Sprooklyn", den konstnärliga delen av Springfield. 
Hon får reda på att de på lägret överdrivit sitt livsstil och upptäcker att området är ett slum och att de faktiskt arbetar i en smörgåsbutik. De ber henne att återvända till sin familj, och hon bör vänta med konsten tills hon blir äldre och då utveckla sin kreativa sida. Marge kommer och hämtar henne och på vägen hem ser Lisa att de målat en tavla till hennes ära och tackar dem för tavlan.

## Produktion
I avsnittet medverkar från TV-serien Glee, Lea Michele, Cory Monteith och Amber Riley. Deras medverkan bekräftades i februari 2010. Från Flight of the Conchords medverkade Jemaine Clement och Bret McKenzie. Deras repliker övades med Nancy Cartwright, över telefon innan de spelade in dessa i USA. Även Stephen Hawking medverkar som sig själv. Designen på deras rollfigurer är baserad på dem, fastän Clement säger att många vet inte hur de ser ut.

## Kulturella referenser
Avsnittet inleds med att Otto flyger skolbussen som Partridge Family. Svarta tavlan-texten är en hänvisning till Inception. Några musikinslag i avsnittet är Glee-medlemmarna, som sjunger en annan version av "Good Vibrations" och Lisa lyssnar på This American Life av Ira Glass.  Musiken som spelas när Lisa åker till Sprooklyn är George Gershwins "Rhapsody in Blue". Andra kulturella referenser är att Krusty visar sin bröstvårta i Super Bowl XXXVIII, och även hans medverkan i The Electric Company, där han använder ett barn som en sköld liksom Greg Stillson från Död Zon gjorde. Abraham Simpson citerar också sin dag på samma sätt som Emily Dickinsons dikt "Because I could not stop for Death".

## Mottagande
Avsnittet sågs av 7,8 miljoner hushåll med en Nielsen rating på 3,7 vilket gav 8 procent av tittarna mellan 18 och 49 år.  Avsnittet hamnade på plats 23 i åldern 18-49 över mest sedda program under veckan. Todd VanDerWerff från The A.V. Club gav avsnittet betyg a C+ och Brad Trechak från TV Squad uppskattade avsnittet. Avsnittet nominerades till en Annie Award för "Best Music in a Television Production".